# Daniel Güiza
Daniel González Güiza, né le 17 août 1980 à Jerez de la Frontera (Espagne), est un footballeur international espagnol évoluant au poste d'attaquant.

## Biographie

### Club
Issu de la communauté gitane, Daniel Güiza a commencé sa carrière au Xerez CD avant de découvrir le haut niveau avec le Real Majorque. Il est « pichichi » de la Liga lors saison 2007-2008 en inscrivant 27 buts.
Le 9 juillet 2008, Daniel Güiza s'engage pour quatre saisons avec Fenerbahçe. Le montant du transfert est estimé à 14,3 millions d'euros. Ce transfert a été réalisé avec l'insistance de Luis Aragonés, ex-entraîneur de Fenerbahçe et de Güiza en équipe nationale d'Espagne.
En novembre 2012, il est prêté avec option d'achat au Johor FC.

### Sélection nationale
Il lance sa carrière internationale le 21 novembre 2007 lors du match qui oppose l'équipe d'Espagne à l'Irlande du Nord.
Le sélectionneur de l'équipe d'Espagne, Luis Aragonés, le retient parmi l'effectif de vingt-trois joueurs appelé à participer à l'Euro 2008. Il marque son premier but en sélection nationale lors de l'Euro 2008, le 18 juin 2008, lors d'un match opposant l'équipe d'Espagne à celle de Grèce (2-1), puis un second but le 26 juin 2008 lors de la demi-finale opposant l'Espagne à la Russie (3-0). Il est sacré champion d'Europe, avec la Furia Roja, le 29 juin 2008  au terme d'un match remporté 1 à 0 face à l'Allemagne.

### Palmarès
- 2008 : Pichichi de la Liga avec 27 buts marqués
- 2008 : Champion d'Europe 2008 avec l'équipe d'Espagne
- 2009 : Troisième de la Coupe des confédérations 2009
- 2009 : Supercoupe de Turquie avec Fenerbahçe
- 2011 : Championnat de Turquie

## Statistiques

### En club
| Saison      | Club                | Pays                        | Championnat         | Coupes nationales | Coupes d’Europe                     |
| ----------- | ------------------- | --------------------------- | ------------------- | ----------------- | ----------------------------------- |
| 2005 - 2006 | Getafe CF           | Liga                        | 32 matchs / 9 buts  | 3 matchs / 1 but  | -                                   |
| 2006 - 2007 | Getafe CF           | Liga                        | 29 matchs / 11 buts | 6 matchs / 6 buts | -                                   |
| 2007 - 2008 | RCD Majorque        | Liga                        | 37 matchs / 27 buts | 3 matchs / 2 buts | -                                   |
| 2008 - 2009 | Fenerbahçe          | Süper Lig                   | 32 matchs / 11 buts | 8 matchs / 2 buts | 7 + 6 matchs / 5 + 2 buts (C1 + C3) |
| 2009 - 2010 | Fenerbahçe          | Süper Lig                   | 27 matchs / 11 buts | 6 matchs / 3 buts | 6 + 3 matchs / 1 + 2 buts (C1 + C3) |
| 2010 - 2011 | Fenerbahçe          | Süper Lig                   | 3 matchs / 1 but    | 1 match           | 2 matchs (C3)                       |
| 2011 - 2012 | Getafe CF           | Liga                        | 32 matchs / 3 buts  | 2 matchs          | -                                   |
| 2012 - 2013 | Johor FA            | TM Super League Malaysia    | 10 matchs / 6 buts  | 3 matchs / 2 buts | -                                   |
| 2013        | Cerro Porteño       | Paraguayan Primera División | 12 matchs / 3 buts  | -                 | -                                   |
| 2014        | Cerro Porteño       | Paraguayan Primera División | 32 matchs / 12 buts | -                 | 7 + 4 matchs / 3 + 2 buts (CL + CS) |
| 2015        | Cerro Porteño       | Paraguayan Primera División | 2 matchs            | -                 | 2 matchs (CL)                       |
| 2015 - 2016 | Cádiz CF            | Segunda División B          | 35 matchs / 13 buts | 3 matchs          | -                                   |
| 2016 - 2017 | Cádiz CF            | Segunda División            | 12 matchs / 2 buts  | 2 matchs          | -                                   |
| 2018 - 2019 | Atlético Sanluqueño | Segunda División            | 31 matchs / 7 buts  | -                 | -                                   |
| 2019 - 2020 | Atlético Sanluqueño | Segunda División            | 21 matchs           | -                 | -                                   |
| 2020 - 2021 | Atlético Sanluqueño | Segunda División            | 13 matchs / 1 but   | -                 | -                                   |
| 2021 - 2022 | Atlético Sanluqueño | Primera División RFEF       | 17 matchs / 1 but   | -                 | -                                   |

### Buts internationaux
| 0     | Date | Lieu | Compétition                                                                                             | Résultat                                                                                                | Adversaire                                                                                              | Détail                                                                                                  | Détail                                                                                                  | Détail                                                                                                  | Sél. |
| ----- | --- | --- | --- | --- | --- | --- | --- | --- | --- |
| 1er   | 18 juin 2008                                                                                            | EM-Stadion Wals-Siezenheim, Wals-Siezenheim, Autriche                                                   | Premier tour de l'Euro 2008                                                                             | V 1-2                                                                                                   | Grèce                                                                                                   | 89e | de la tête                                                                                              | 1-2 | 5e |
| 2e    | 26 juin 2008                                                                                            | Stade Ernst-Happel, Vienne, Autriche                                                                    | Demi-finale de l'Euro 2008                                                                              | V 0-3                                                                                                   | Russie                                                                                                  | 73e | du pied droit                                                                                           | 0-2 | 7e |
| 3e    | 9 juin 2009                                                                                             | Stade Tofiq-Béhramov, Bakou, Azerbaïdjan                                                                | Match amical                                                                                            | V 0-6                                                                                                   | Azerbaïdjan                                                                                             | 71e | du pied droit                                                                                           | 0-5 | 15e |
| 4e    | 28 juin 2009                                                                                            | Stade Royal Bafokeng, Rustenburg, Afrique du Sud                                                        | Match pour la troisième place de la Coupe des confédérations 2009                                       | V 3-2 a.p.                                                                                              | Afrique du Sud                                                                                          | 87e | du pied droit                                                                                           | 1-1 | 17e |
| 5e    | 28 juin 2009                                                                                            | Stade Royal Bafokeng, Rustenburg, Afrique du Sud                                                        | Match pour la troisième place de la Coupe des confédérations 2009                                       | V 3-2 a.p.                                                                                              | Afrique du Sud                                                                                          | 89e | du pied droit                                                                                           | 2-1 | 17e |
| 6e    | 18 novembre 2009                                                                                        | Stade Ernst-Happel, Vienne, Autriche                                                                    | Match amical                                                                                            | V 1-5                                                                                                   | Autriche                                                                                                | 56e | du pied droit                                                                                           | 1-4 | 20e |
| Total | 6 buts (5 du pied droit et 1 de la tête), en 21 sélections entre le 21 novembre 2007 et le 3 mars 2010. | 6 buts (5 du pied droit et 1 de la tête), en 21 sélections entre le 21 novembre 2007 et le 3 mars 2010. | 6 buts (5 du pied droit et 1 de la tête), en 21 sélections entre le 21 novembre 2007 et le 3 mars 2010. | 6 buts (5 du pied droit et 1 de la tête), en 21 sélections entre le 21 novembre 2007 et le 3 mars 2010. | 6 buts (5 du pied droit et 1 de la tête), en 21 sélections entre le 21 novembre 2007 et le 3 mars 2010. | 6 buts (5 du pied droit et 1 de la tête), en 21 sélections entre le 21 novembre 2007 et le 3 mars 2010. | 6 buts (5 du pied droit et 1 de la tête), en 21 sélections entre le 21 novembre 2007 et le 3 mars 2010. | 6 buts (5 du pied droit et 1 de la tête), en 21 sélections entre le 21 novembre 2007 et le 3 mars 2010. | 6 buts (5 du pied droit et 1 de la tête), en 21 sélections entre le 21 novembre 2007 et le 3 mars 2010. |

## Vie privée
Sa compagne, Nuria Bermúdez (en), est une célébrité espagnole. Ils ont eu un enfant né le 7 décembre 2007.